# 61. National Hockey League All-Star Game
Das 61. National Hockey League All-Star Game fand am 31. Januar 2016 in der Bridgestone Arena in Nashville, Tennessee statt, dem Heimstadion der Nashville Predators, die somit zum ersten Mal gastgebende Mannschaft waren. Im Gegensatz zu den Vorjahren wurde der Modus der Veranstaltung deutlich geändert, so spielten nun vier den Divisionen entsprechende Teams in einer Art Turnier den Sieger aus. Die Pacific Division mit ihrem Kapitän und späteren MVP John Scott gewann das All-Star Game mit Siegen über die Central Division (9:6) und die Atlantic Division im Finale (1:0).

## Modus
Im Vorfeld des NHL All-Star Games wurden vier Mannschaften gebildet, die jeweils nur aus Spielern einer Division bestehen. Dabei wurde jeweils ein Spieler jeder Division mittels einer Fan-Abstimmung ausgewählt und fungierte zugleich als Mannschaftskapitän. Die weiteren zehn Spieler der elf Mann starken Kader (sechs Stürmer, drei Verteidiger, zwei Torhüter) wurden direkt von der NHL bestimmt, wobei jedes der 30 Franchises mit mindestens einem Akteur vertreten war. Als Teamchefs wurden automatisch die Trainer nominiert, die mit ihren Mannschaften den besten Punkteschnitt in der jeweiligen Division aufwiesen (Stichtag 9. Januar 2016).
In den zwei Halbfinals traten die jeweiligen Divisionen einer Conference gegeneinander an und ermittelten so die beiden Finalteilnehmer. Jedes der drei Spiele wurde dabei (in Anlehnung an das neu eingeführte Overtime-Format) im 3-gegen-3-Modus über jeweils 20 (2 × 10) Minuten Spielzeit ausgetragen. Sollte es nach regulärer Spielzeit unentschieden stehen, folgt direkt ein Shootout.
Wie bereits in den Austragungen zuvor wurde auch dieses Jahr am Tag vor dem eigentlichen All-Star Game die NHL All-Star Skills Competition veranstaltet, bei denen die Spieler in einzelnen Wettbewerben gegeneinander antraten.

## Fan-Abstimmung und Kontroverse um John Scott
In der Fan-Abstimmung setzten sich Jaromír Jágr, Alexander Owetschkin (sagte später verletzungsbedingt ab), Patrick Kane und – überraschenderweise – John Scott durch. Die Wahl Scotts begründete sich in mehreren erfolgreichen Fan-Kampagnen in sozialen Netzwerken und wurde von medialer Seite als Scherz bzw. als Spott gegenüber dem Management der NHL gewertet. Scott selbst, der als klassischer Enforcer in bisher sieben Jahren und 285 NHL-Spielen auf 11 Scorerpunkte und 542 Strafminuten kam, wollte nach eigener Aussage nicht ins All-Star Team gewählt werden, weil er es nicht verdiene; die Wahl nahm er allerdings (wie zuvor angekündigt) an. Ähnliche Aktionen gab es bereits 2007 um Rory Fitzpatrick sowie im Vorjahr um Zemgus Girgensons, wobei damals wie auch nach der Wahl Scotts Befürchtungen laut wurden, dass die NHL die Fan-Abstimmung komplett abschaffen könnte.
Knapp zwei Wochen nach seiner Wahl wurde Scott – ebenso überraschend – im Rahmen eines größeren Tauschgeschäftes von den Arizona Coyotes zu den Canadiens de Montréal transferiert. Damit wechselte Scott von der Pacific in die Atlantic Division und wurde von den Canadiens außerdem in den Kader ihres Farmteams versetzt, sodass die Vermutung nahe lag, Scott solle auf diese Weise vom All-Star Game ausgeschlossen werden. Diese Gerüchte wurden bestärkt, als wenige Stunden später aus Insiderkreisen bekannt wurde, dass sowohl die NHL als auch die Coyotes versucht haben sollen, Scott zu einer Absage zu bewegen und dieser sich weigerte; ebenso wurde berichtet, dass die Canadiens den Verteidiger nicht verpflichten wollten und stattdessen die Coyotes darauf bestanden, ihn in den Wechsel einzubinden. Die Folge war ein Shitstorm in den sozialen Netzwerken, in dessen Folge die NHL vier Tage nach dem Wechsel bekanntgab, dass Scott die Pacific Division trotzdem als Kapitän anführen werde.

## Kader
Abkürzungen:
Nat. = Nationalität; Pos. = Position mit C = Center, LW = linker Flügel, RW = rechter Flügel, D = Verteidiger, G = Torwart
Legende:
* – Spieler, die nachträglich als Ersatz nominiert wurden
(R) – Rookies
| #           | Nat.               | Spieler          | Pos. | Team                  |
| Torhüter    |                    |                  |      |                       |
| 1           | Kanada             | Roberto Luongo   | G    | Florida Panthers      |
| 30          | Vereinigte Staaten | Ben Bishop       | G    | Tampa Bay Lightning   |
| Verteidiger |                    |                  |      |                       |
| 5           | Kanada             | Aaron Ekblad     | D    | Florida Panthers      |
| 65          | Schweden           | Erik Karlsson    | D    | Ottawa Senators       |
| 76          | Kanada             | P. K. Subban     | D    | Canadiens de Montréal |
| Angreifer   |                    |                  |      |                       |
| 37          | Kanada             | Patrice Bergeron | C    | Boston Bruins         |
| 47          |                    | Leo Komarov      | C    | Toronto Maple Leafs   |
| 68          | Tschechien         | Jaromír Jágr – C | RW   | Florida Panthers      |
| 71          | Vereinigte Staaten | Dylan Larkin (R) | C    | Detroit Red Wings     |
| 90          | Kanada             | Ryan O’Reilly    | C    | Buffalo Sabres        |
| 91          | Kanada             | Steven Stamkos   | C    | Tampa Bay Lightning   |

| #           | Nat.               | Spieler           | Pos. | Team                  |
| Torhüter    |                    |                   |      |                       |
| 35          | Vereinigte Staaten | Cory Schneider    | G    | New Jersey Devils     |
| 70          | Kanada             | Braden Holtby     | G    | Washington Capitals   |
| Verteidiger |                    |                   |      |                       |
| 27          | Vereinigte Staaten | Justin Faulk      | D    | Carolina Hurricanes   |
| 27          | Vereinigte Staaten | Ryan McDonagh     | D    | New York Rangers      |
| 58          | Kanada             | Kris Letang       | D    | Pittsburgh Penguins   |
| Angreifer   |                    |                   |      |                       |
| 19          | Schweden           | Nicklas Bäckström | C    | Washington Capitals   |
| 28          | Kanada             | Claude Giroux     | C    | Philadelphia Flyers   |
| 50          | Vereinigte Staaten | Brandon Saad      | LW   | Columbus Blue Jackets |
| 71          | Russland           | Jewgeni Malkin    | C    | Pittsburgh Penguins   |
| 91          | Kanada             | John Tavares – C  | C    | New York Islanders    |
| 92          | Russland           | Jewgeni Kusnezow* | C    | Washington Capitals   |

| #           | Nat.               | Spieler             | Pos. | Team                |
| Torhüter    |                    |                     |      |                     |
| 35          | Finnland           | Pekka Rinne         | G    | Nashville Predators |
| 40          | Kanada             | Devan Dubnyk        | G    | Minnesota Wild      |
| Verteidiger |                    |                     |      |                     |
| 6           | Kanada             | Shea Weber          | D    | Nashville Predators |
| 33          | Vereinigte Staaten | Dustin Byfuglien    | D    | Winnipeg Jets       |
| 59          | Schweiz            | Roman Josi          | D    | Nashville Predators |
| Angreifer   |                    |                     |      |                     |
| 9           | Kanada             | Matt Duchene        | C    | Colorado Avalanche  |
| 14          | Kanada             | Jamie Benn          | LW   | Dallas Stars        |
| 18          | Kanada             | James Neal*         | RW   | Nashville Predators |
| 88          | Vereinigte Staaten | Patrick Kane – C    | RW   | Chicago Blackhawks  |
| 91          | Kanada             | Tyler Seguin        | C    | Dallas Stars        |
| 91          | Russland           | Wladimir Tarassenko | RW   | St. Louis Blues     |

| #           | Nat.               | Spieler         | Pos. | Team              |
| Torhüter    |                    |                 |      |                   |
| 32          | Vereinigte Staaten | Jonathan Quick  | G    | Los Angeles Kings |
| 36          | Vereinigte Staaten | John Gibson (R) | G    | Anaheim Ducks     |
| Verteidiger |                    |                 |      |                   |
| 5           | Kanada             | Mark Giordano   | D    | Calgary Flames    |
| 8           | Kanada             | Drew Doughty    | D    | Los Angeles Kings |
| 88          | Kanada             | Brent Burns     | D    | San Jose Sharks   |
| Angreifer   |                    |                 |      |                   |
| 4           | Kanada             | Taylor Hall     | LW   | Edmonton Oilers   |
| 8           | Vereinigte Staaten | Joe Pavelski    | C    | San Jose Sharks   |
| 10          | Kanada             | Corey Perry     | RW   | Anaheim Ducks     |
| 13          | Vereinigte Staaten | Johnny Gaudreau | LW   | Calgary Flames    |
| 22          | Schweden           | Daniel Sedin    | LW   | Vancouver Canucks |
| 28          | Kanada             | John Scott – C  | LW   | Arizona Coyotes   |

### Nachnominierte Spieler
Zwei Spieler wurden ursprünglich für das All-Star Game nominiert, nahmen in der Folge jedoch verletzungsbedingt nicht teil. Das Kapitänsamt in der Metropolitan Division, das Alexander Owetschkin innehaben sollte, übernahm nach dessen Absage John Tavares.
| Nat.     | Name                 | Team                | Pos. | Ersatz           |
| Russland | Alexander Owetschkin | Washington Capitals | LW   | Jewgeni Kusnezow |
| Kanada   | Jonathan Toews       | Chicago Blackhawks  | C    | James Neal       |

## All-Star Game

### Spielplan
|  | Halbfinale            | Halbfinale |                   |                  | Finale | Finale |
|  |                       |            |                   |                  |        |        |
|  |                       |            |                   |                  |        |        |
|  | Atlantic Division     | 4          |                   |                  |        |        |
|  | Metropolitan Division | 3          |                   |                  |        |        |
|  |                       |            | Atlantic Division | 0                |        |        |
|  |                       |            |                   | Pacific Division | 1      |        |
|  | Central Division      | 6          |                   |                  |        |        |
|  | Pacific Division      | 9          |                   |                  |        |        |
|  |                       |            |                   |                  |        |        |

### Halbfinals
| 31. Januar 2016 16.30 Uhr (Ortszeit) | Team Atlantic Erik Karlsson (3:47) Jaromír Jágr (9:22) Aaron Ekblad (12:52) P. K. Subban (15:22) | 4:3 (2:2, 2:1) Spielbericht | Team Metropolitan Kris Letang (1:01) Jewgeni Kusnezow (4:16) Jewgeni Malkin (10:25) | Bridgestone Arena, Nashville, Tennessee Zuschauer: 17.006 |

| 31. Januar 2016 17.30 Uhr | Team Central James Neal (0:26) James Neal (8:01) Patrick Kane (9:27) Dustin Byfuglien (14:36) Tyler Seguin (14:49) Roman Josi (18:53) | 6:9 (3:3, 3:6) Spielbericht | Team Pacific John Scott (0:47) Joe Pavelski (5:26) Johnny Gaudreau (8:17) Daniel Sedin (11:49) John Scott (13:27) Taylor Hall (14:04) Daniel Sedin (14:28) Taylor Hall (17:44) Drew Doughty (18:45) |  |

### Finale
| 31. Januar 2016 18.40 Uhr | Team Atlantic | 0:1 (0:0, 0:1) Spielbericht | Team Pacific Corey Perry (13:38) |  |

## Skills Competition
Die Honda NHL All-Star Skills Competition fand am 30. Januar 2016 statt. Dabei traten die beiden Conferences als Mannschaften in mehreren kleinen Wettbewerben gegeneinander an; die Eastern gewann mit 29:12 gegen die Western Conference. Dabei gab Shea Weber den härtesten Schuss ab (ca. 174 km/h), Dylan Larkin war der schnellste Läufer und John Tavares hatte den präzisesten Schuss.